# Sosokan Baru
Sosokan Baru is een bestuurslaag in het regentschap Kepahiang van de provincie Bengkulu, Indonesië. Sosokan Baru telt 685 inwoners (volkstelling 2010).